# 詹卢卡·维亚利
詹卢卡·维亚利（義大利語：Gianluca Vialli，1964年7月9日—2023年1月6日）是一名已故的意大利足球員及教練，意大利國家足球隊代表團團長。

## 生平
維埃里早年出道於意大利一家小型球會，1983/84年球季轉會至森多利亞。在森多利亞期間維埃里成績驕人，除贏得一次意甲冠軍外，還贏得三屆意大利杯和一次歐洲杯賽冠軍杯(1990)，1992年更打入歐冠杯決賽，惜敗於巴塞隆拿。維埃里此時也是意大利國家隊成員之一，曾出席兩次世界杯(1986、1990)和一次歐洲國家杯(1988)。
維埃里於1992年以1200萬英鎊轉會費轉投祖雲達斯，效力期間曾於1996年贏得歐冠杯冠軍。之後再遠赴英國加盟當地球會車路士。1998年維埃里正式接掌車路士領隊一職，曾帶領球隊贏得歐洲優勝者杯、歐洲超級杯和英格蘭足總杯冠軍。可惜他最終在2001年被辭退。
2001-02年球季維埃里亦接掌過英格蘭下游球會屈福特，但只教了一年，球隊只能在下游徘徊，結果他亦被辭退。其後維埃里因合約問題與屈福特發生爭執。
其後維埃里長期在 Sky Italia 擔任足球比賽評述員。
2018年11月，維埃里出席活動時證實自己過去一年秘密與癌症搏鬥並在康復中。之後會寫自傳說出屬於自己的故事。並希望給予癌症病人以戰勝病魔的力量。
2020年4月13日，據透露，他已經治癒了患有 17 個月的胰腺癌。
2023年1月6日，維埃里因胰臟癌病逝，終年58歲。

## 职业生涯统计
国家队
| 意大利国家足球队 | 意大利国家足球队 | 意大利国家足球队 |
| 年份             | 出场             | 进球             |
| ---------------- | ---------------- | ---------------- |
| 1985             | 1                | 0                |
| 1986             | 10               | 0                |
| 1987             | 10               | 5                |
| 1988             | 11               | 5                |
| 1989             | 10               | 1                |
| 1990             | 3                | 0                |
| 1991             | 8                | 3                |
| 1992             | 6                | 2                |
| 总计             | 59               | 16               |

## 教练生涯
1998年古力特被迫下课，维亚利成为切尔西的的球员兼教练。当时切尔西已经进入可口可乐杯（英格兰联赛杯前身）的半决赛和欧洲优胜者杯，在维亚利的带领下切尔西顺利的赢得这两个奖杯，并在当年英超联赛中拿到了第四名。接下来的一个赛季切尔西1：0击败皇家马德里赢得了欧洲超级杯，在英超中仅落后冠军曼联４分获得英超第三名，这是当时切尔西自七十年以来联赛最高排名。维亚利在这个赛季完成自己的退役秀，在联赛最后对德比郡的比赛后，维亚利正式告别球员身份。留下了在切尔西83场比赛40个进球的成绩。
1998-99赛季，维亚利成为切尔西全职主教练，切尔西冲到了欧洲冠军联赛的半决赛。其中包括3-1击败巴塞罗那这样的经典赛事，但是最后还是因为总比分被淘汰。尽管联赛中仅获得了第四名，但是在英格兰足总杯中维亚利指挥球队战胜了阿斯顿维拉，夺得了足总杯。然后战胜曼联队夺得社区盾杯。维亚利用不到3年的时间带领切尔西夺得了5个正式比赛的奖杯。在当时也算切尔西历史上非常成功的主教练。
虽然维亚利是个好球员，但他当年的威名却震不住手下的球员们，德尚负气出走西班牙，勒伯夫在自己的网页上公开批评维亚利，费雷尔和佩特雷斯库与他的矛盾也成为报纸的头条新闻。种种赛场外的事情扰乱了切尔西队的正常备战，联赛还没开始，赌博公司就将维亚利列为下课教练的热门人选。1999-2000赛季，切尔西英超前五场取得1胜3平1负积6分列积分榜第十，俱乐部高层对这样的成绩不满，认为这样的成绩与切尔西身份不符，并且维亚利与俱乐部多名球员不合，维亚利被贝茨(切尔西俱乐部主席)解职。

2001年，维亚利接受了英冠沃特福德俱乐部的邀请，不过巨大投入只换来了联赛第十四名的成绩，赛季后维亚利被解职。

### 教练统计
| 球队     | 国家   | 上任      | 离任      | 统计 | 统计 | 统计 | 统计 | 统计  |
| 球队     | 国家   | 上任      | 离任      | 赛   | 胜   | 平   | 负   | 胜率  |
| -------- | ------ | --------- | --------- | ---- | ---- | ---- | ---- | ----- |
| 切尔西   | 英格兰 | 1998-2-12 | 2000-9-12 | 143  | 76   | 29   | 38   | 53.15 |
| 沃特福德 | 英格兰 | 2001-6-1  | 2002-6-14 | 52   | 20   | 21   | 11   | 38.46 |

## 榮譽

### 球員生涯
桑普多利亞
- 義甲聯賽冠軍：1990/91年度
- 義大利盃冠軍：1984/85年度，1987/88年度，1988/89年度
- 義大利超級盃冠軍：1991年
- 歐洲盃賽冠軍盃亞軍：1988/89年度
- 歐洲盃賽冠軍盃冠軍：1989/90年度
- 歐洲聯賽冠軍盃亞軍：1991/92年度

尤文圖斯
- 義甲聯賽冠軍：1994/95年度
- 義大利盃冠軍：1994/95年度
- 義大利超級盃冠軍：1995年
- 歐洲冠軍聯賽冠軍：1995/96年度
- 歐洲足協盃冠軍：1992/93年度
- 歐洲足協盃亞軍：1994/95年度

切爾西
- 英格蘭足總盃冠軍：1996/97年度
- 英格蘭聯賽盃冠軍：1997/98年度（球員及教練身份）
- 歐洲盃賽冠軍盃冠軍：1997/98年度（球員及教練身份）

義大利國家足球隊
- 國際足總世界盃季軍：1990年

### 個人榮譽
- 義大利盃神射手：1988/89年度（13球）
- 歐洲盃賽冠軍盃神射手：1989/90年度（7球）
- 義甲神射手：1990/91年度（19球）
- 《世界足球》雜誌評選為1995年世界最佳球員

### 教練生涯
切爾西
- 英格蘭足總盃冠軍：1999/2000年度
- 英格蘭社區盾冠軍：2000年
- 歐洲超級盃冠軍：1998年

### 勳章
- 5級／騎士－意大利共和國功勳騎士勳章：1991

- 3級／指揮官－意大利共和國功勳指揮官勳章：2021[3]